# Салаушская волость
Салаушская волость (тат.  سالاغش ۋولىٰسىٰ, Salaƣьş vulьsь, Салагыш вулысы) — административно-территориальная единица в составе Вятской, Казанской губерний и Татарской АССР.
По состоянию на 1913 год волостное правление находилось в селении Салауши.

## География
На 1910-е годы граничила с Варзи-Ятчинской, Сарсак-Омгинской, Мушугинской, Пьяноборской волостями Елабужского уезда, Кузкеевской волостью Мензелинского уезда Уфимской губернии.

## История
Возникла не позднее 1873 года в составе Елабужского уезда Вятской губернии. В 1919 году вместе с уездом передана Казанской губернии. В мае 1920 По декрету «Об Автономной Татарской Социалистической Советской Республике» вошла в состав Татарской АССР, а в июле того же года перечислена в Мензелинский уезд (кантон) республики.
В июле 1921 перечислена в Елабужский кантон, 13 августа при его разделе отошла Агрызскому кантону, однако уже 18 августа оставлена в Елабужском кантоне.
В 1924 году при укрупнении волостей в Татарской АССР к Салаушской волости присоединена Красноборская волость. С 1928 года в составе Челнинского кантона, тогда же Шаршадинский сельсовет был передан Агрызскому району..
В связи с введением районного деления на всей территории Татарской АССР упразднена в 1930 году, вся территория волости включена в состав Красноборского района.

## Состав

### Сельсоветы
В начале 1930 года состояла из 15 сельсоветов (Салаушский, Варзинский, Варзи-Омгинский, Варзи-Пельгинский, Кичкетанский, Балтачевский, Уразаевский, Ямурзинский, Шаршадинский, Рысовский, Красноборский, Зуевский, Контузлинский, Азеевский, Прокашевский).